# 오시마 명주
오시마 명주(일본어: 大島紬, おおしまつむぎ 오시마쓰무기[*])는 일본 가고시마현 아마미 제도의 아마미오섬(일본어: 奄美大島 아마미오시마[*])의 특산품으로,  손으로 직접 뽑은 명주실을 진흙으로 색을 입혀 만든 것을 손으로 짠 평직식 명주 또는 그 명주로 봉제한 일본식 옷을 가리킨다. 가장 오래된 기록은 《구상각》(일본어: 口上覚 고조가쿠[*]) 〈마쓰오카 가문서〉에 나오는데, 여기에 따르면 1720년 가고시마 번주의 명령에 따라 섬 주민이 아닌 사람은 오시마 명주를 착용하는 것을 금지했다고 기록되어 있어 그 이전부터 생산되었다고 추정되며, 흑설탕과 함께 번의  중요한 재원이었다. 나고야 사겐타(일본어: 名越左源太 나고야 사겐타[*])는 저서 《남도잡화》(일본어: 南島雑話 난토자쓰와[*])에서 오시마 명주에 대해 "윤기가 흐르고…줄무늬도 다양하다"(織立はつやなけれども、程久しくつや出て至つてよく、縞がらも色々あり)고 기록했다. 19세기 즈음에는 가스리(일본어: 絣 카스리[*])라고 불리는 기술을 도입했다.

## 같이 보기
- 일본의 옷
- 평직
- 능직